# Görsbach
Görsbach ist eine Gemeinde im Landkreis Nordhausen in Thüringen. Erfüllende Gemeinde für Görsbach ist die Stadt Heringen/Helme.

## Lage
Görsbach liegt in einer Agrarregion. Es ist ein Dorf in der Mitte der Goldenen Aue nordwestlich der Talsperre Kelbra, nördlich der Helme, östlich der Stadt Nordhausen, nördlich der Ortslage erhebt sich ganz allmählich aus der Niederung der Goldenen Aue das Hochland des südlichen Abdachung des Alten Stolbergs, Teil des Südharzer Zechsteingürtels, einem dem Harz vorgelagerten Höhenzug. Im Süden und Südwesten, jenseits der Goldenen Aue erheben sich die Berge der Windleite, im Südosten auf der anderen Seite der Talsperre Kelbra das Kyffhäusergebirge.

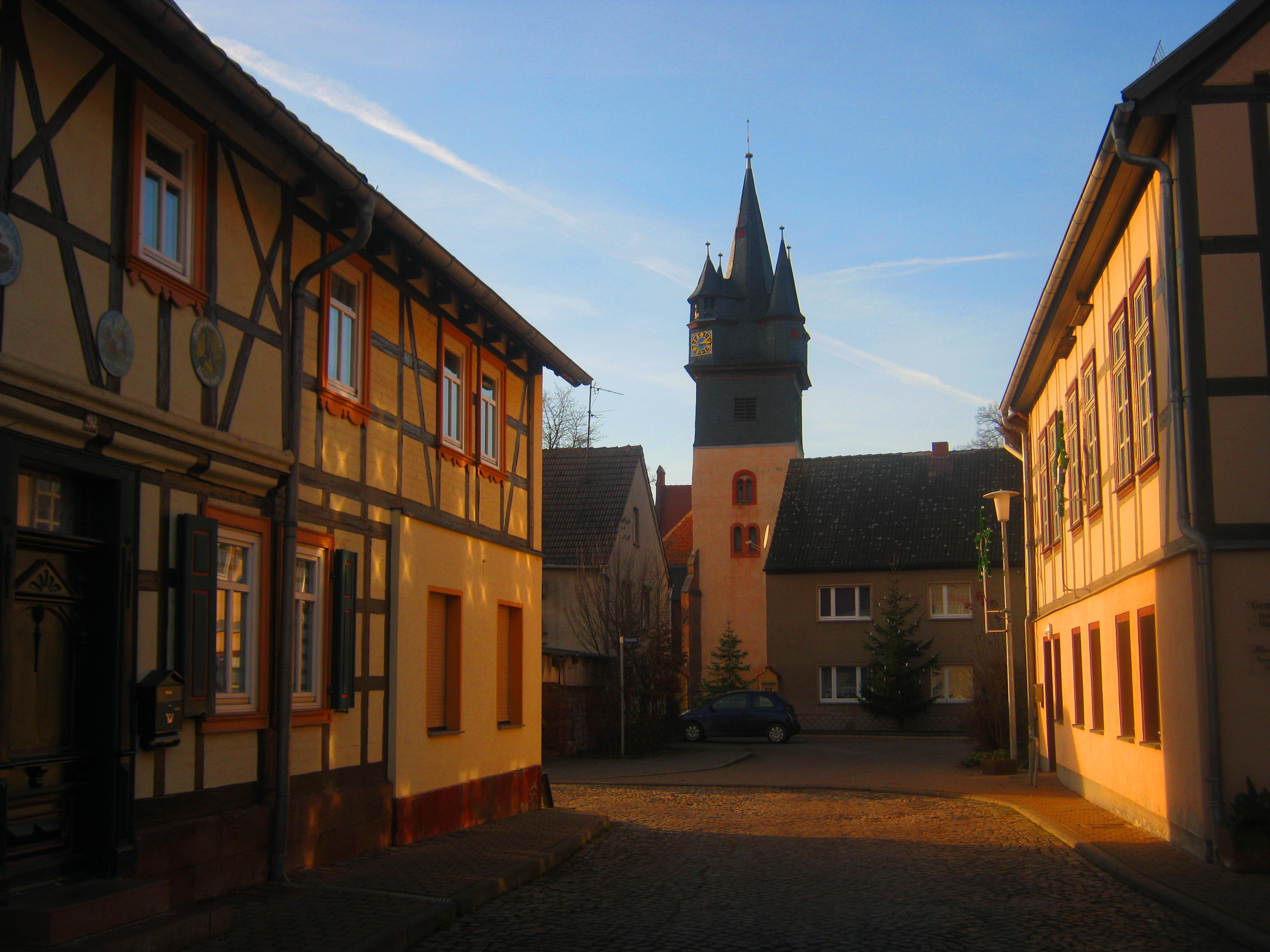
Görsbach, Blick zur Kirche Sank Mauritius

Die UTM-Koordinaten des Kirchturms von Sankt Mauritius zu Görsbach sind: 32 U 634,321 km E, 5702,944 km N, (WGS 84).

### Umliegende Ortschaften
Im Norden von Görsbach befinden sich bereits jenseits des Alten Stolberg die Ortschaften Uftrungen, Rottleberode und Stempeda, welche sich bereits im Einzugsgebiet der Thyra befinden. Dort befindet sich auch die Höhle Heimkehle. Jenseits dieser drei Ortschaften erhebt sich der Harz. im Osten von Görsbach befinden sich die Ortschaften Bösenrode und Berga, beide am Unterlauf der Thyra gelegen. Im Südosten erstreckt sich der Stausee Kelbra, dahinter am gegenüberliegenden Ufer befindet sich die Stadt Kelbra mit den Strandbädern, Campingplätzen und Infrastruktur für den Wassersport. Weiter südöstlich hinter Kelbra erhebt sich das Kyffhäusergebirge. Nur 1 km südlich von Görsbach befindet sich die zu Görsbach zugehörige Aumühle, welche direkt an der Helme liegt, Aumühle ist ein Ortsteil von Görsbach. Weiter südlich am südlichen Rand der Goldenen Aue liegt Auleben und im Südwesten Hamma. Jenseits von Auleben und Hamma erhebt sich der Höhenzug der Windleite. Etwa in westsüdwestlicher Richtung liegend befindet sich die Stadt Heringen, welche auch von der Helme berührt wird. Zwischen Aumühle und Heringen befindet sich der Zusammenfluss der Helme mit der Zorge. Genau in westlicher Richtung von Görsbach liegt das Dorf Windehausen an der Zorge. Im Nordwesten liegt das Dorf Urbach, welches sich wie Görsbach im Übergangsgebiet zwischen Goldener Aue und Südabdachung des Alten Stolbergs befindet.

### Wüstungen
Rings um Görsbach herum gibt es eine Vielzahl von Wüstungen, sowohl in der einst sumpfigen aber fruchtbaren Goldenen Aue, als auch nördlich von Görsbach auf der trockeneren Abdachung des Alten Stolberg.
Nördlich von Görsbach, rings um das Forsthaus Rodeberg gab es die folgenden abgegangenen Ortschaften: Amelsee, Nicolausrode, Crimderode, Timmenrode und Trockenbach. Östlich von Görsbach, etwa auf halbem Weg nach Berga lag einst das Dorf Tütchenwende. Im Südosten in unmittelbarer Nähe von Aumühle lag auf der Nordseite der Helme der Ort Vorrieth, südlich der Helme Richtung Auleben Langenrieth. Im Südwesten auf halbem Weg nach Hamma am Unterlauf des Hammaer Bachs lag Horne, nördlich davon der Riethhof, noch weiter nördlich davon bereits nördlich der Helme und östlich des Zusammenflusses von dieser mit der Zorge gab es Lanne und Berrungen; westlich des Zusammenflusses der Zorge aber östlich von Windehausen gab es Elre und Othstedt. Auf halbem Wege nach Urbach lag Libiz; westlich von Urbach gab es Ebersborn und Grumbach und nördlich Urbachs lag einst Wärsdorf.

### Verkehr
Die Bundesautobahn 38 streift die Gemarkung des Dorfes nördlich. Görsbach selbst befindet sich an der Landesstraße L3080 / L151, welche die Kreisstädte Nordhausen und Sangerhausen miteinander verbindet und in diesem Abschnitt die einstige Bundesstraße 80 ersetzt. Von Görsbach aus nach Süden verläuft die Landstraße L2079, welche über Aumühle nach Auleben, dann an Hamma vorbei zur Stadt Heringen führt. Nach Norden führt ein befestigter aber nicht asphaltierter Fahrweg nach Uftrungen und zur Heimkehle.
Das Dorf hat einen Haltepunkt an der Bahnstrecke Halle–Kassel. Öffentlichen Busverkehr gibt es nach Nordhausen mit der Linie 20 über Auleben, Hamma, Heringen, Uthleben und Sundhausen, und mit der Linie 21 der Nordhäuser Stadtwerke über Urbach, Windehausen, Bielen ebenso nach Nordhausen.

### Naturschutzgebiete (NSG)
In der näheren Umgebung Görsbachs liegen die folgenden 2 Naturschutzgebiete, die durch die politische Teilung der Region auf 4 Naturschutzgebiete bzw. 4 FFH-2000-Gebiete, 3 Vogelschutzgebiete und 1 Ramsar-Schutzgebiet aufgeteilt wurden:
Schutzgebiet (1); Im Norden Görsbachs, um den Alten Stolberg herum:
- NSG: Alter Stolberg mit 6,233 km², Nummer 20 730 (Nordhang und Westhang des Alten Stolbergs um Stempeda und Steigerthal). Dieses Gebiet ist identisch mit dem Vogelschutzgebiet und FFH (Flora-Fauna-Habitat) 2000 Gebiet "Alter Stolberg."
- NSG Alter Stolberg und Grasburger Wiesen, mit 0,2426 km² mit der Nummer 162 121 (in unmittelbarer Nähe westlich von Rottleberode). Dieses Gebiet bildet gemeinsam mit dem NSG Gipskarstlandschaft Heimkehle ein gemeinsames FFH-2000 Gebiet "Alter Stolberg und Heimkehle im Südharz", mit 0,86 km²
- NSG Gipskarstlandschaft Heimkehle, mit 0,6286 km², und der Nummer 163 254 (Südlich von Rottleberode, östlich von Uftrungen am Osthang des Alten Stolberg).
- FFH-2000-Gebiet "Reesberg": die westliche Erweiterung des NSG Gipskarstlandschaft Heimkehle; dieses FFH-Gebiet ist weder als NSG noch als Vogelschutzgebiet ausgezeichnet.
Schutzgebiet (2); Im Südosten Görsbachs, um den Stausee Kelbra herum und seiner westlichen Erweiterung als Hochwasserrückhaltebecken bzw. Feuchtgebiet, einschließlich der Salzwiesen östlich von Auleben:
-NSG Schlossberg-Solwiesen, mit 5,415 km² und der Nummer 165 423, welches sich vor allem in der Gemarkung Badra und Auleben befindet, sich über Teile des Helmestausees und der Salzwiesen in der Niederung der Goldenen Aue, aber auch über die südlich befindlichen die Höhen der Badraer Schweiz erstreckt. Dieses NSG befindet sich innerhalb des größeren FFH-Gebiets Kyffhäuser - Badraer Schweiz-Solwiesen, welches eine Fläche von 33,82 km² aufweist, und weitere 4 NSG beinhaltet, welche aber von Görsbach aus weiter entfernt sind.
-Vogelschutzgebiet Helmestausee Berga-Kelbra mit 7,85 km². Dieses Vogelschutzgebiet beschränkt sich ausschließlich auf die Fläche des Kelbraer Stausees innerhalb der Gemarkungen von Kelbra und Berga. Ist weder als NSG oder FFH-Gebiet ausgezeichnet.
- Vogelschutzgebiet Kyffhäuser - Badraer Schweiz-Helmestausee mit 37,91 km². Dieses Vogelschutzgebiet erstreckt sich über die restliche Fläche des Stausees Kelbra, aber auch die Feuchtgebiete westlich davon, einschließlich dem gesamten oben genannten FFH-2000-Gebiet Kyffhäuser-Badraer Schweiz-Solwiesen, einschließlich dem darin befindlichen NSG Schlossberg-Solwiesen.und den anderen 4 NSG.
- Ramsar-Schutzgebiet Nummer 176 Helmestausee Berga-Kelbra, seit 1978; mit 14,53 km² Ausdehnung, welches das gesamte Vogelschutzgebiet Helmestausee Berga-Kelbra und den nördlichen in der Niederung der Goldenen Aue befindlichen Teil des Vogelschutzgebietes Kyffhäuser-Badraer Schweiz-Helmestausee mit einschließt.
Etwas kompliziert, aber die Flächen decken sich weitgehend, und bilden praktisch 2 unterschiedliche Schutzgebiete mit unterschiedlicher Gesetzgebung und Bewirtschaftung.

## Geschichte

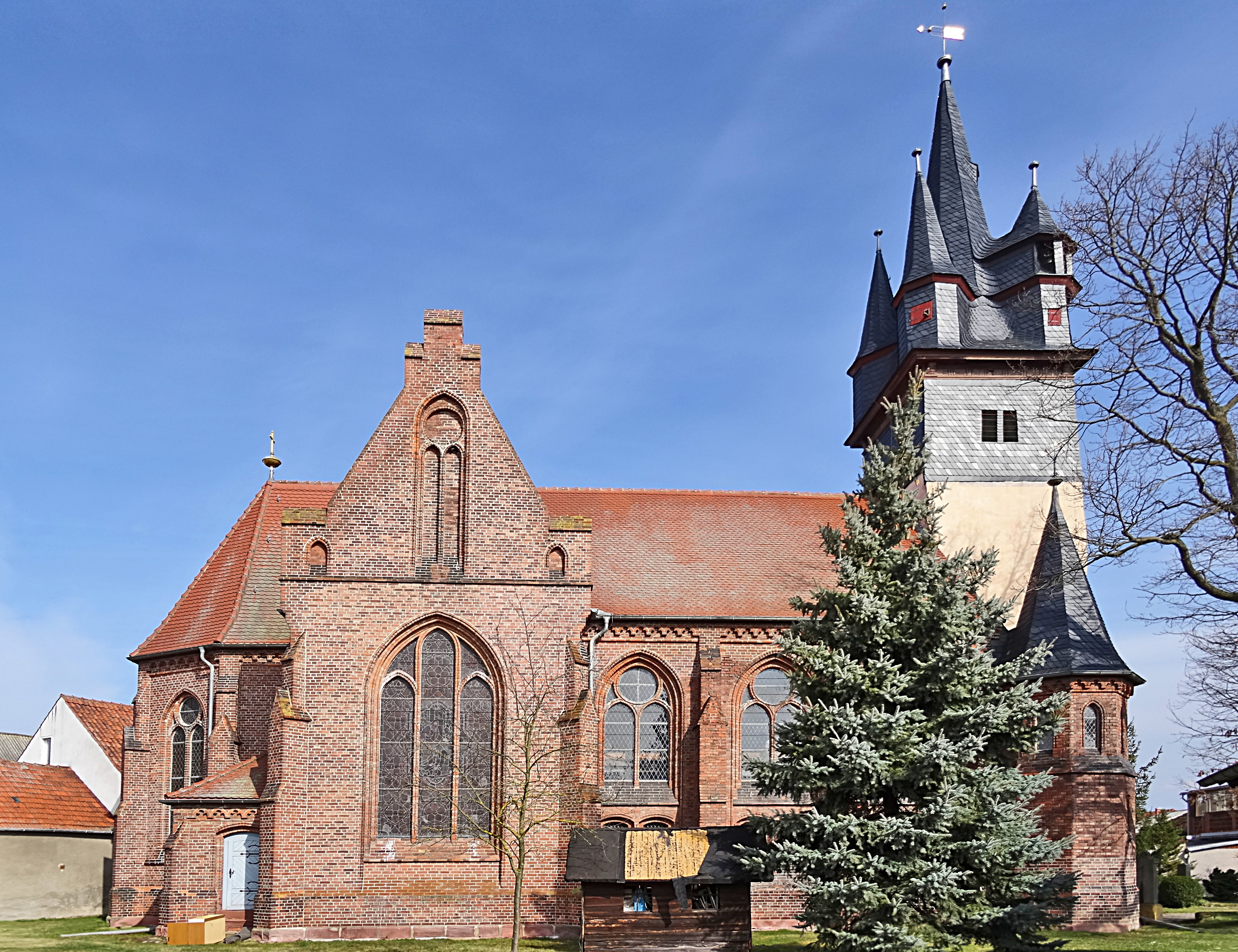
Kirche St. Mauritius in Görsbach

### Anfänge
Erstmals urkundlich erwähnt wurde der Ort im Jahre 772 als Gerhelmesbach. Der Ort lag wie alle anderen Orte in der Goldenen Aue im mittelalterlichen thüringischen Helmegau. Ursprünglich von einer Mauer umgeben, bezogen sich Gebietsangaben auf Ober- und Untertor. Mit der Zuwanderung der Flamen im 12. Jahrhundert nördlich der Mauer auf ödem Land kam die Gebietsbezeichnung Hofestatt hinzu. Die Flamen und Mönche vom Kloster Walkenried meliorierten die Aue.

### Hohnsteiner (vor 1413)
Görsbach hat sehr wahrscheinlich vor dem Fleglerkrieg und der Heldrunger Fehde im Jahre 1413 zur Grafschaft Hohnstein, Linie Kelbra-Heingen, bzw. Heringen gehört, aus welchem das spätere sächsische bzw. noch spätere preußische Amt Heringen hervorging, zu welchem Görsbach gehörte.

### Wettiner, Schwarzburger und Stolberger (1413–1806)
Im Jahre 1413 kamen die Dörfer des Amts Heringen an die Landgrafen von Thüringen aus dem Hause Wettin, welche sie in den folgenden Jahren als Pfand weiterhin existierender Regionalherrscher weitergaben: der Grafschaft Stolberg und Schwarzburg zu gleichen Teilen. Gleiches geschah auch mit dem benachbarten Amt Kelbra. Lehnsherr waren die Thüringer Landgrafen des Hauses Wettin, nach der Leipziger Teilung im Jahre 1485 die Linie der Albertiner des gleichen Hauses.

### Napoleonische Zeit (1806–1815)
Mit der Schaffung des Rheinbund im Jahre 1806, dem Königreich Westphalen (1807) und der Schaffung des Königreich Sachsen (1806), dank eines Bündnisses des Kurfürstentums Sachsen mit Napoleon; lag das Amt Heringen mit umliegenden Dörfern im Rheinbund und somit durchgehend unter der Kontrolle Napoleons. Auf den historischen Karten aus dieser Zeit ist ersichtlich, dass Heringen weder im Königreich Westphalen, noch im Königreich Sachsen lag, aber ganz in ihrer Nähe und innerhalb des Rheinbundes, an welche sich spätestens im Jahre 1808 auch Schwarzburg und Stolberg angeschlossen hatten.

### PreußischeProvinz Sachsen(1815–1945)
Nach dem Sieg über Napoleon erfolgte der Wiener Kongress (1814–1815), wo die großen Siegerstaaten sich reichlich mit Territorien selbst bedienten. Preußen annektierte nicht nur weite Gebiete des Königreiches Sachsen, aus welchem die Albertinischen Territorien seit 1806 hervorgingen, sondern auch bis dahin auch selbstständige Städte, geistliche Territorien und Kleinstaaten Thüringens, Hessens und des Rheinlandes; hier im Gebiet der Goldenen Aue die Grafschaft Stolberg, die freie Reichsstadt Nordhausen und die bisher unter gemeinschaftlicher Schwarzburger und Stolberger Herrschaft stehenden Ämter Heringen und Kelbra. Sämtliche ehemals sächsischen- und thüringischen Annexionen wurden in der neu entstandenen preußischen Provinz Sachsen zusammengefasst. Beide Ämter gemeinsam mit der gesamten Grafschaft Stolberg und somit auch Görsbach kamen an den 1816 gebildeten preußischen Regierungsbezirk Merseburg und dort an den Landkreis Sangerhausen (Provinz Sachsen), während die Grafschaft Schwarzburg-Rudolstadt Unterherrschaft Frankenhausen für den Verlust beider Ämter von Preußen eine Abfindung erhielt.

### Sowjetische Besatzung und DDR-Zeit (1945–1990)
Unter der sowjetischen Militäradministration wurde 1945 aus den preußischen Regierungsbezirken Merseburg und Magdeburg, dem dazwischenliegenden Freistaat Anhalt und den Braunschweigischen Territorien um Calförde und Blankenburg (Harz) kurzfristig eine neue „Provinz Sachsen“ gegründet, aus welcher mit der Auflösung Preußens 1947 erstmals ein Land Sachsen-Anhalt geschaffen wurde. So kam auch die Ämter Heringen und Kelbra mit all ihren Dörfern als Teil des Landkreises Sangerhausen des Regierungsbezirk Halle-Merseburg in dieses neue Land Sachsen-Anhalt. Der preußische Regierungsbezirk Erfurt mit der Stadt Nordhausen und dem umliegenden Kreis Grafschaft Hohnstein kam nach Thüringen. Am 7. Oktober 1949 wurde die DDR gegründet, am 23. Juli kam das „Gesetz über die weitere Demokratisierung des Aufbaus und der Arbeitsweise der staatlichen Organe in den Ländern in der Deutschen Demokratischen Republik“, in welchem die damaligen Länder ihre Kreise neu zu gliedern hatten und diese in mehrere Bezirke zusammenzufassen, um dann ihre Aufgaben auf diese zu übertragen. Dies wurde bereits zum 25. Juli 1952 umgesetzt. Es entstanden 14 Bezirke, aus 132 Kreisen wurden 217. (Kreisreformen in der DDR). Dabei wurde der westliche Teil des Landkreises Sangerhausen einschließlich dem gesamten historischen Amt Heringen mit zugehörigem Görsbach dem neu gegründeten DDR Kreis Nordhausen übertragen und kam somit zum Bezirk Erfurt. Das benachbarte Amt Kelbra blieb im verkleinerten Kreis Sangerhausen und kam zum Bezirk Halle.
Ab 1952 erfolgte auch in Görsbach die Zwangskollektivierung der bäuerlichen Betriebe. Es wurde eine Landwirtschaftliche Produktionsgenossenschaft gegründet. Durch die verbesserte Arbeitsteilung und Spezialisierung in der Landwirtschaft wurden immer mehr Menschen in der Industrie bzw. Dienstleistungssektor beschäftigt. Es gab einen starken täglichen Arbeitspendler-Verkehr in die nahen Städte vor allem nach Heringen, Nordhausen, aber auch nach Rossla und Sangerhausen.
Mit dem Bau der Talsperre Kelbra (eingeweiht 1966) wurde die Bahnlinie zwischen Heringen und Berga-Kelbra umgeleitet. Der einstige Bahnhof Aumühle wurde geschlossen und 600 m nördlicher und näher an die Ortslage von Görsbach heran entstand an dem neuen Abschnitt der neue Bahnhof Görsbach, zum Vorteil für die Einwohner des Dorfes.

### Görsbach nach der Wiedervereinigung (1990–heute)
Kurz vor der Wiedervereinigung wurden die neuen Länder gegründet. Der gesamte Bezirk Erfurt, einschließlich dem Kreis Nordhausen mit dem Dorf Görsbach wurde dem Bundesland Thüringen zugeordnet. Mit der Wiedervereinigung wurden viele Betriebe geschlossen, es gab eine hohe Arbeitslosigkeit. Und es begann die Zeit der wöchentlichen, bzw. monatlichen Arbeitspendler in westdeutsche Großstädte und ins europäisches Ausland, wie die Niederlande oder Belgien, und dort vor allem im Baugewerbe.
2008 wurde das Gemeindehaus der evangelischen Kirchengemeinde nach dem Pfarrer und Wegbereiter der Reformation Cyriacus Taubenthal (1497–1563) benannt.

## Baudenkmäler

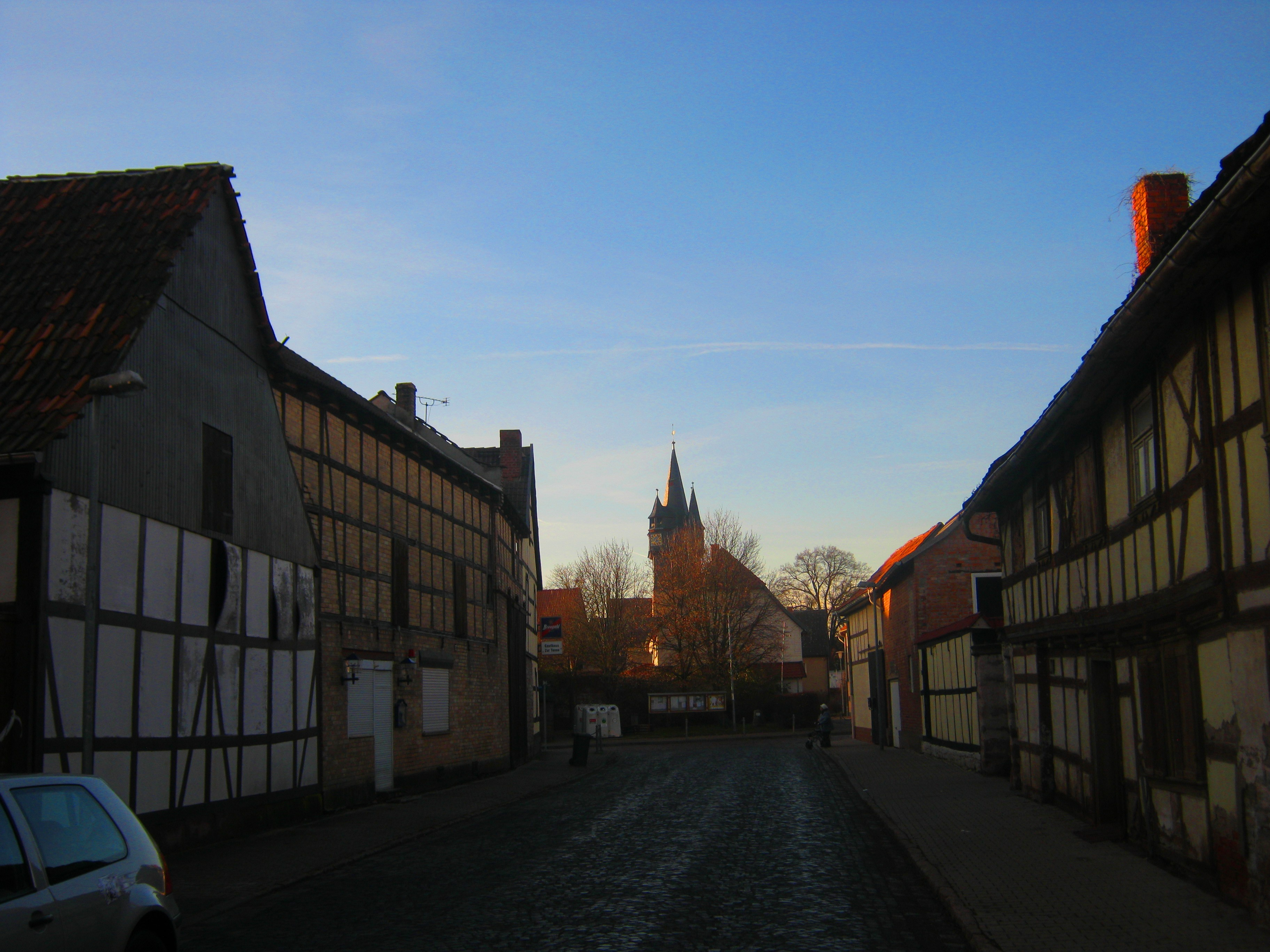
Aud der Goethestrasse zu Görsbach

Zu den Sehenswürdigkeiten in Görsbach zählt vor allem die Kirche St. Mauritius.
Das Dorf in seiner Gesamtheit hat viele schöne alte Fachwerkhäuser, einschließlich alter Ställe und Scheunen, komplette Bauernhöfe aufzuweisen.

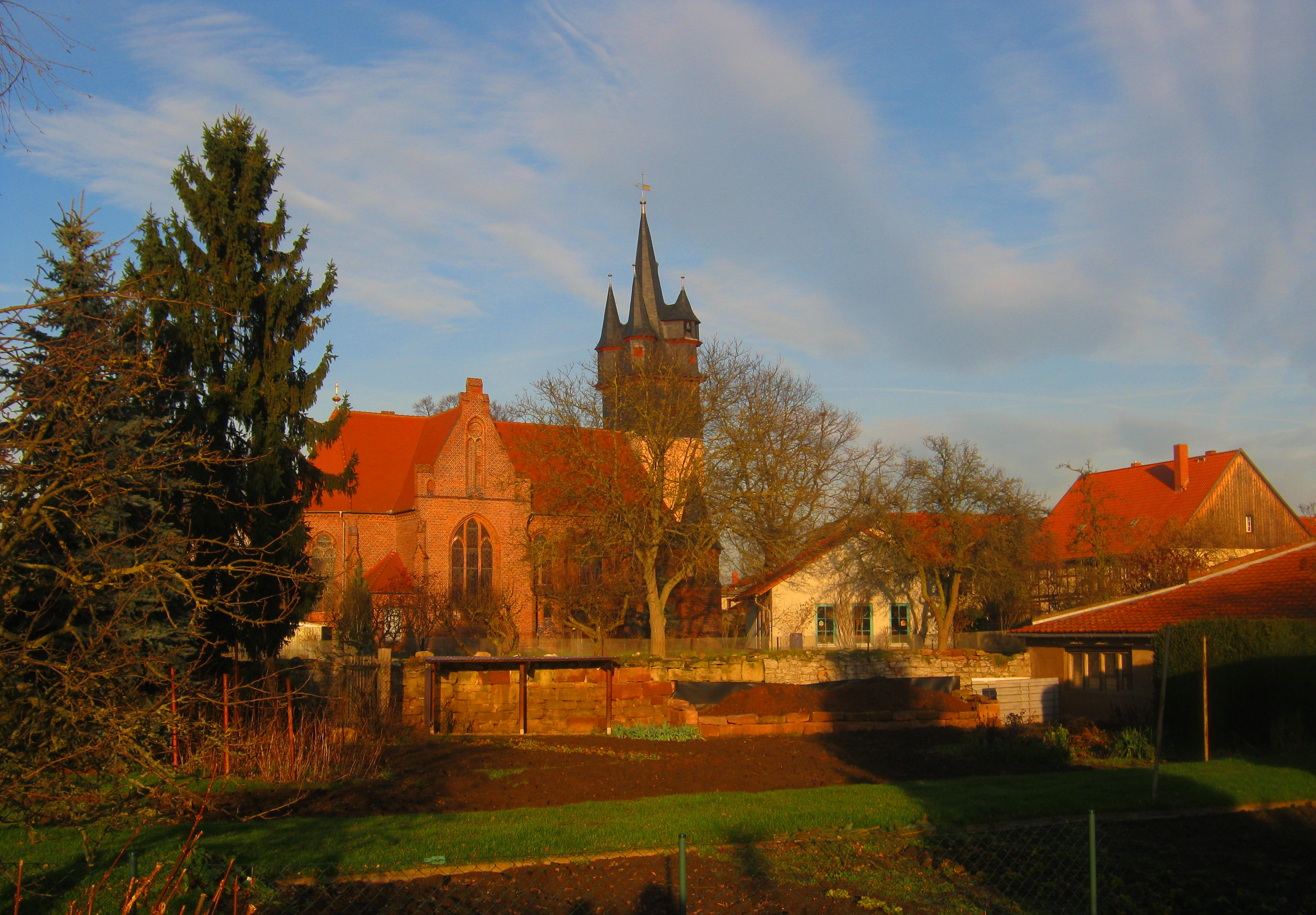
Sankt Mauritius zu Görsbach

## Politik

### Gemeinderat
Der Gemeinderat in Görsbach besteht aus acht Ratsmitgliedern, die seit der Kommunalwahl 2024 alle vom Bürgerkomitee Görsbach gestellt werden.
Bürgermeister
Bürgermeisterin ist seit 2016 Angela Simmen vom Bürgerkomitee Görsbach. Sie wurde zuletzt 2022 mit 97,1 Prozent der Stimmen im Amt bestätigt.

### Partnergemeinden
Die Gemeinde Görsbach besitzt seit 1992 eine Partnerschaft mit Kaisersesch in Rheinland-Pfalz.

## Söhne des Ortes
- Moritz Steinmetz (* 27. April 1529 in Görsbach; † 1. Juli 1584 in Leipzig), Gelehrter und Professor an der Universität Leipzig
- Valentin Steinmetz (* um 1547 in Görsbach; † ca. 1597 in Tunzenhausen), deutscher evangelischer Pfarrer, Astronom und Kalenderherausgeber
- Aegidius Müller (* 2. Juli 1766 bei Görsbach; † 14. August 1841 in Braunschweig), Kammermusiker, Vater der Gebrüder Müller, eines bekannten Streichquartetts des 19. Jahrhunderts am Braunschweiger Opernhaus.
- Cyriacus Taubenthal (* um 1497 in Görsbach; † 1563 in Wolfenstedt), Pfarrer und Wegbereiter der Reformation im Kyffhäusergebiet, großzügiger Gönner seines Geburtsortes[9]